# Farnabazos I
Farnabazos I (en llatí Pharnabazus, en grec antic Φαρνάβαζος) va ser fill d'Artabazos I, al que va succeir com a sàtrapa de Dascilios o Frígia Helespòntica. Va governar cap a la meitat del segle v aC, potser des de l'any 450 aC fins al 430 aC.
Era d'una família aristocràtica. El seu avi havia estat oficial d'hisenda del palau del rei Darios I el Gran de Pèrsia, i era l'oncle del rei. Es té molt poca informació del govern de Farnabazos I. Segurament va succeir al seu pare no abans del 455 aC perquè Artabazos encara servia al rei l'any 449 aC. Va governar uns 20 anys i a l'hivern del 430 aC al 429 aC el va succeir el seu fill Farnaces.